# Густав Готенк'єні
Густав Готенк'єні (нім. Gustav Gottenkieny, 8 травня 1896, Вінтертур — пом.1959) — швейцарський футболіст, що грав на позиції захисника. Відомий за виступами в низці швейцарських клубів, найбільш відомий за виступами в клубі за клуб «Грассгоппер», у складі якого став триразовим чемпіоном Швейцарії та дворазовим володарем Кубка Швейцарії. У складі збірної Швейцарії став срібним призером Олімпійських ігор 1924 року.

## Клубна кар'єра
Густав Готенк'єні народився у Вінтертурі, та розпочав виступи на футбольних полях у 1909 році в команді з рідного міста «Вінтертур», в якій грав до кінця 1914 року. На початку 1915 року футболіст став гравцем команди «Стелла» з Фрібура, в якій грав до середини 1918 року. У середині 1918 року Готенк'єні повернувся до клубу «Вінтертур», у якому грав до середини 1920 року.
У середині 1920 року Густав Готенк'єні став гравцем клубу «Грассгоппер», в якому грав до 1928 року 8 сезонів. За цей час тричі виборював титул чемпіона Швейцарії, та двічі ставав володарем Кубка Швейцарії. Завершив професійну кар'єру футболіста виступами за команду «Грассгоппер» у 1928 році, після чого кілька років працював футбольним тренером. Точна дата смерті Густава Готенк'єні невідома, найімовірніше він помер у 1959 році.

## Виступи за збірну
У 1920 році Густав Готенк'єні дебютував в офіційних матчах у складі національної збірної Швейцарії. У складі збірної був учасником футбольного турніру на Олімпійських іграх 1924 року у Парижі, де разом з командою здобув «срібло». Готенк'єні і ще кілька гравців не були присутні безпосередньо в Парижі, а входили до розширеної заявки Загалом протягом кар'єри у національній команді, яка тривала 6 років, провів у її формі 14 матчів, у яких забитими м'ячами не відзначився.

## Титули і досягнення
- Срібний олімпійський призер: 1924
- Чемпіон Швейцарії (3):

«Грассгоппер»: 1920–1921, 1926–1927, 1927–1928
- Володар Кубка Швейцарії (2):

«Грассгоппер»: 1925–1926, 1926–1927